# يوجيف سابو
يوجيف سابو (مواليد 29 فبراير 1940) هو لاعب كرة قدم. لعب مع منتخب الاتحاد السوفيتي لكرة القدم. سبق له أن لعب في كأس العالم لكرة القدم مع منتخب بلاده.

## روابط خارجية
- يوجيف سابو على موقع قاعدة بيانات كرة القدم.إي يو (الإنجليزية)
- يوجيف سابو على موقع ناشيونال فوتبول تيمز (الإنجليزية)
- يوجيف سابو على موقع عالم كرة القدم.نت (الإنجليزية)
- يوجيف سابو على موقع أوليمبيديا (الإنجليزية)